# Bagger 293

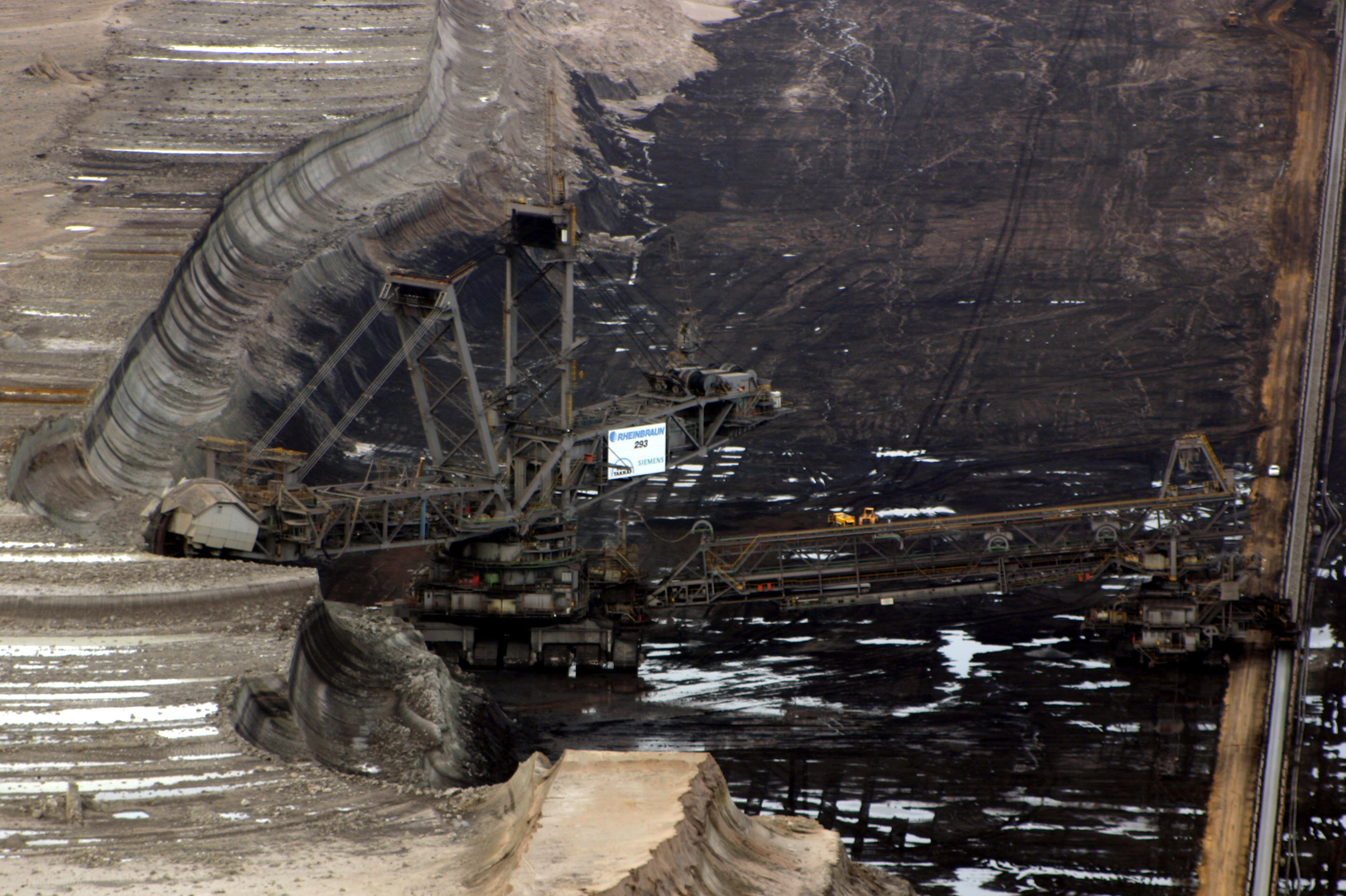
Bagger 293

Bagger 293 — роторний екскаватор виробництва німецької компанії TAKRAF, в наш час (2010 р.) — найбільша наземна самохідна машина у світі. Bagger 293 побудовано у 1995 році; він є одним з «родини» екскаваторів, відомих як серія «Bagger» («Екскаватор»): Bagger 281 (побудовано у 1958 р.), Bagger 285 (1975), Bagger 287 (1976), Bagger 288 (1978), Bagger 291 (1993).
Використовується у вугільному розрізі поблизу міста Хамбах у Німеччині. Назва Bagger 293 привласнена екскаватору його власником — компанією RWE Power AG (другий найбільший виробник енергії у Німеччині). Попередня назва — RB293 — використовувалась його попереднім власником, буровугільною компанією Rheinbraun, яка з 1932 р. була дочірньою компанією RWE (але через внутрішню реорганізацію в 2003 році об'єднана з іншою дочірньою компанією RWE Power AG). Виробник TAKRAF здебільшого посилається на нього за назвою SRs 8000.
Bagger 293 має висоту 96 м (як Bagger 288), 225 м довжини (як Bagger 287), масу 14200 т, керується 5 операторами. Роторне колесо має діаметр близько 23 м (70 футів), обладнане 20-ма ковшами ємністю по 15 м³.
Продуктивність екскаватора 240 тис. м³ гірничої маси за добу (як Bagger 288).